# فهرست خودکشی‌ها در قرن ۲۱
این فهرستی است از مشاهیر که در قرن ۲۱ خودکشی کرده‌اند. خودکشی‌هایی که با اکراه صورت گرفته‌اند نیز در این فهرست آمده‌اند؛ اما مرگ‌های ناشی از سوانح یا تصادف در این فهرست نیستند. همچنین کسانی که در مرگشان به سبب خودکشی شبهه وجود دارد نیز در این فهرست هستند.
فهرست: بالای صفحه - (۹-۰) آ الف ب پ ت ث ج چ ح خ د ذ ر ز ژ س ش ص ض ط ظ ع غ ف ق ک گ ل م ن و ه ی

## الف

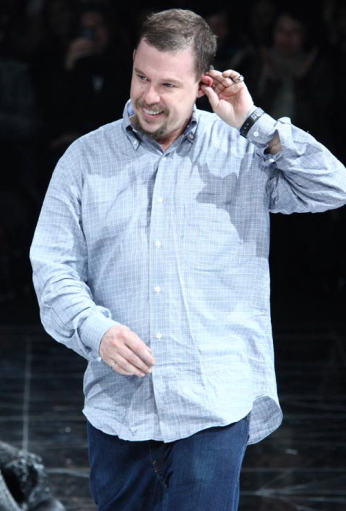
الکساندر مک‌کوئین که خود را در سال ۲۰۱۰ به دار آویخت.

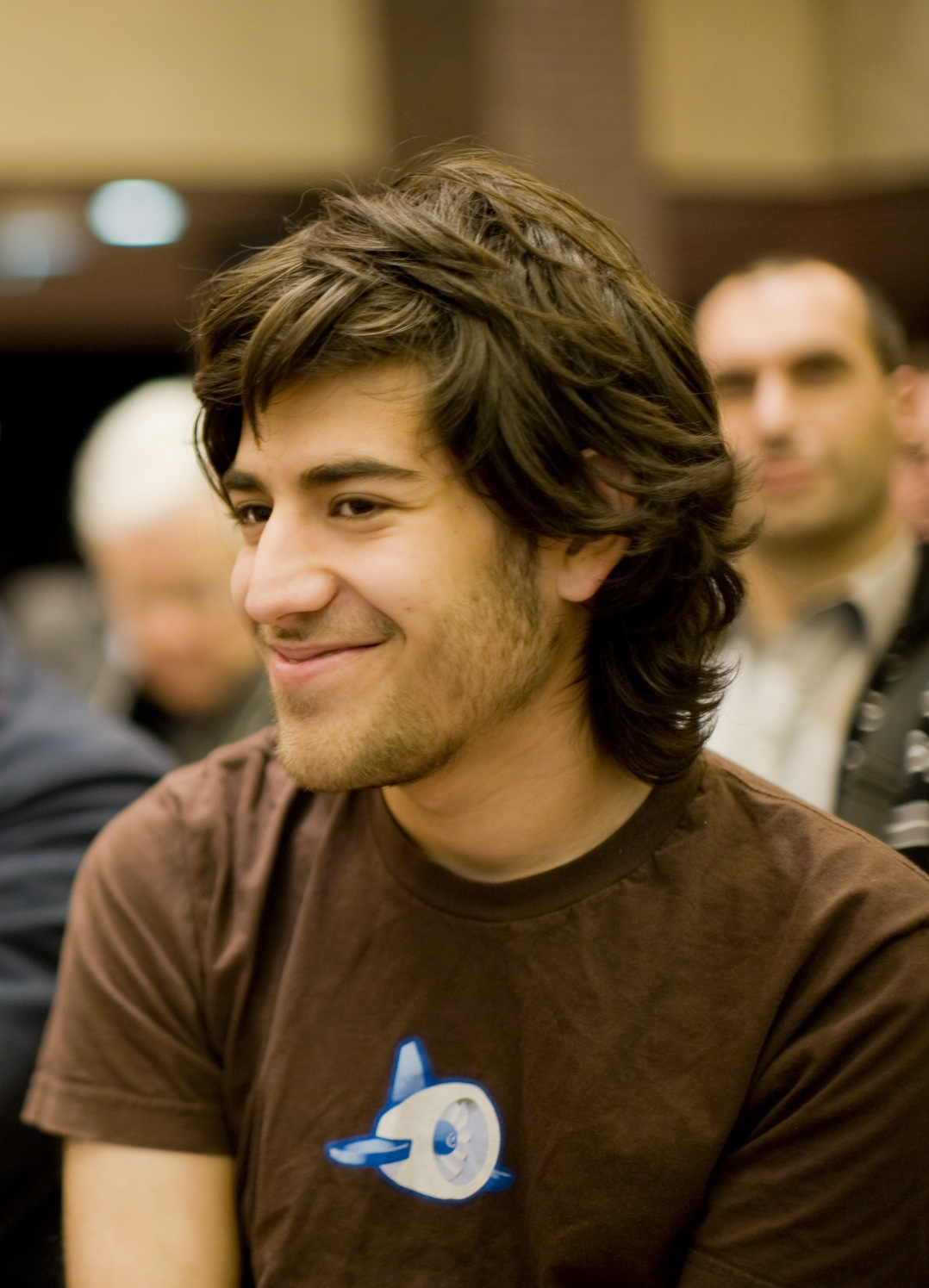
آرون سوارتز، کنش‌گر اینترنتی، پس از آن که محکوم به حبس به مدت ۳۵ سال شد، در سال ۲۰۱۳ خود را حلق‌آویز کرد.

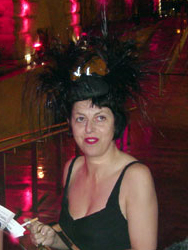
ایزابلا بلو

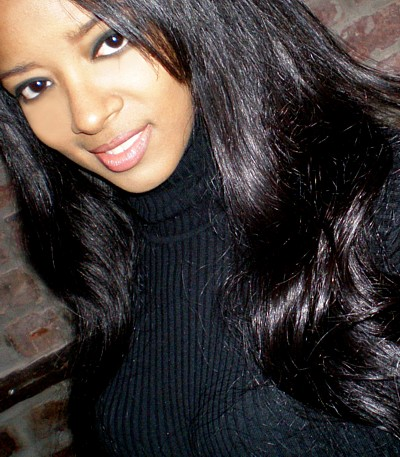
استفانی آدامز

| نام               | سال خودکشی | سبب‌ها و توضیحات |
| ----------------- | ---------- | --- |
| استوارت آدامسون   | ۲۰۰۱       | گیتارنواز و خواننده اسکاتلندی که پس از مصرف بیش از حد الکل، خود را خفه کرد. |
| آن جائه هوان      | ۲۰۰۸       | بازیگر اهل کره جنوبی که با مسمومیت با منوکسید کربن جان خود را گرفت. |
| ایزابلا بلو       | ۲۰۰۷       | ویراستار انگلیسی و الهام‌بخش طراح مد، الگزاندار مک‌کویین، که خود را مسموم کرد. |
| آریل کاسترو       | ۲۰۱۳       | یک مرد آمریکایی پورتوریکویی متهم به آدم‌ربایی، تجاوز جنسی و تلاش برای قتل و همچنین زندانی کردن آماندا بری، مایکل نایت و ژینا دجسوس در خانه‌اش در کلیولند، اوهایو برای مدت طولانی. وی خود را حلق‌آویز کرد. |
| آیریس چانگ        | ۲۰۰۴       | تاریخدان آمریکایی و نویسنده کتاب تجاوز جنسی به نیکینگ که به سر خود شلیک کرد. وی از اختلال افسردگی اساسی و سایکوسیز رنج می‌برد. |
| ادواردو رونوالت   | ۲۰۱۵       | فوتبالیست و دانشمند شیلیایی که به داشتن عقاید محکم شهره بود خود را حلق‌آویز کرد. |
| اسمایلی کالچر     | ۲۰۱۱       | خواننده و دی‌جی انگلیسی که در زمان تعقیب پلیس، خود را با چاقو کشت. |
| آندره دِدِ فورتین   | ۲۰۰۰       | یکی از بنیان‌گذاران گروه موسیقی لوس کولوکس که هاراکیری کرد. |
| اسپالدینگ گری     | ۲۰۰۴       | بازیگر، نمایش‌نامه‌نویس، فیلم‌نامه‌نویس، هنرمند اجرایی و تک‌گوی آمریکایی که از صخره‌ای خود را به زمین پرت وی هنگامی که در سال ۲۰۰۱ به تعطیلات در ایرلند رفته بود، در یک تصادف با جراحات جدی روبرو شد. وی که از افسردگی و دوقطبی رنج می‌برد، در تصادف با سانحه مغزی نیز روبرو شد که وضع روحیش را بسیار وخیم‌تر کرد. |
| الکساندر مک‌کوئین  | ۲۰۱۰       | طراح مد و موسیقی‌دان سبک کانتری (روستایی) بریتانیایی که در حالی که روب‌دوشامبرش را بر تن کرده بود، خود را حلق‌آویز کرد. وی تشخیص افسردگی همراه با اضطراب گرفته بود و پیش از دار زدن خود نیز بیش از حد دارو مصرف کرده بود.                                                                                     |
| آنتونی کامرلینگ   | ۲۰۱۰       | موسیقی‌دان و بازیگر آلمانی که خود را دار زد. |
| اسرائیل کیس       | ۲۰۱۲       | قاتل سریالی آمریکایی که خود را خفه کرد. |
| اودی کیران        | ۲۰۱۴       | بازیگر تلوگو که خود را حلق‌آویز کرد. وی به سبب مشکلات مالی ۱ سال با افسردگی دست و پنجه نرم می‌کرد. |
| آر. بی. کیتاژ     | ۲۰۰۷       | بازیگر آمریکایی که خود را خفه کرد. |
| آندراش کونیگ      | ۲۰۱۰       | بازیگر آمریکایی مشهور به بونر که پسر والتر کونیگ نیز بود، خود را حلق‌آویز کرد. |
| آندرزج لپرد       | ۲۰۱۱       | سیاست‌مدار لهستانی که خود را دار زد. |
| اندرو مارتینز     | ۲۰۰۶       | کنش‌گر برهنه‌گرایی که در دانشگاه کالیفرنیا، برکلی به «مرد برهنه» مشهور شده بود، خود را خفه کرد. |
| آنجلو رایس        | ۲۰۱۱       | مدیر کارمندان نیروهای مسلح فیلیپین که با اسلحه به خود شلیک کرد وی به فساد محکوم شده بود. |
| آل ریو            | ۲۰۱۲       | کمدین و کارگردان پویانمایی که خود را دار زد. |
| آرون سوارتز       | ۲۰۱۳       | برنامه‌نویس رایانه‌ای، کنش‌گر سیاسی و نویسنده آمریکایی که خود را به دار آویخت. وی محکوم به پرداخت ۱ میلیون دلار و تحمل حبس به مدت ۳۵ سال شده بود. |
| آماندا تاد        | ۲۰۱۲       | دانش‌آموز دبیرستانی کانادایی که پیش از حلق‌آویز کردن خود، مورد قلدری در دبیرستان و همچنین اینترنت قرار گرفته بود. |
| ادوین بالرو       | ۲۰۱۰       | بوکسر ونزوئلایی که پس از متهم شدن به قتل همسرش، با اسلحه خودکشی کرد. |
| آگوست ایمز        | ۲۰۱۷       | بازیگر فیلم‌های پورنوگرافی کانادایی که از افسردگی رنج می‌برد، پس از یک توییت بحث‌برانگیز خودکشی کرد. |
| آرون هرناندز      | ۲۰۱۷       | بازیکن فوتبال آمریکایی که متهم به قتل شده بود. وی خود را در سلول زندان حلق‌آویز کرد. |
| استفان پداک       | ۲۰۱۷       | تیرانداز تیراندازی لاس وگاس استریپ. وی پیش از کشتن خود با اسلحه اش از پنجره هتل ۵۸ تن که به یک کنسرت روباز رفته بودند را کشت. |
| اسلوبودان پرالیاک | ۲۰۱۷       | زندانی اهل بوسنی و هرزگوین. وی یک شیشه کوچک داری پتاسیوم سیانید در محل دادگاه دیوان بین‌المللی دادگستری و پس از متهم شدن به جنایت‌های جنگی را نوشید. |
| استفان وودبریج    | ۲۰۱۷       | دوچرخه‌سوار استرلالیایی در المپیک ۲۰۰۴ و قهرمان جهانی سال‌های ۲۰۰۲، ۲۰۰۳، ۲۰۰۴ و ۲۰۰۶. |
| استفانی آدامز     | ۲۰۱۸       | مدل آمریکایی که از ۱۹۹۹ به سبب چاپ عکسش در مجله پلی‌بوی مشهور بود. وی خود و پسر ۷ ساله‌اش را از طبقه بیست و پنجم ساختمانی به زمین پرتاب کرد. |
| آنتونی بوردین     | ۲۰۱۸       | سرآشپز، نویسنده و شخصیت مشهور تلویزیونی آمریکایی که خود را به دار آویخت. |
| اوکسانا شاچکو     | ۲۰۱۸       | بازیگر و کنش‌گر اوکراینی که یکی از بنیان‌گذاران گروه اعتراضی فمن نیز بود. |
| آرنی لرما         | ۲۰۱۸       | علم‌گرای آمریکایی که خود منتقد علم‌گرایی نیز بود، با شلیک به خود به زندگیش پایان داد. |
| الن جویس لو       | ۲۰۱۸       | موسیقی‌دان، خواننده، آهنگ‌ساز کانادایی هنگ‌کنگی و یکی از بنیان‌گذران یک گروه موسیقی پاپ و فولکلور در سن ۱۷ سالگی که خود را از اتاقش رد یک آسمان‌خراش بلندمرتبه به زمین پرت کرد. |
| اسکات استرنی      | ۲۰۱۸       | دریاسالار نیروی دریایی ایالات متحده آمریکا که با شلیک به خود به زندگیش پایان داد. |
| اندرو اوردیالز    | ۲۰۱۸       | قاتل سریالی آمریکایی. |
| اسکات دایزر       | ۲۰۱۹       | قاتل آمریکایی که در ایالت نوادا به سبب کشتن دختر ۲۲ ساله‌ای به نام جرمیا میلر به سال ۲۰۰۲ به اعدام محکوم شده بود. وی خود را در سلولش حلق‌آویز کرد. |
| آلن گارسیا        | ۲۰۱۹       | مجرم، سیاست‌مدار و کسی که دوره‌ای ریاست جمهوری کشور پرو را عهده‌دار بود. وی با شلیک به خود، جان خود را گرفت. |
| ایساک کپی         | ۲۰۱۹       | نویسنده و بازیگر آمریکایی که از یک پل، خود را به زمین پرتاب کرد. |
| اروین ال جیکوبز   | ۲۰۱۹       | بازرگان آمریکایی و رئیس «جنمار هولدینگز». وی پس از کشتن همسرش به خود شلیک کرد. |
| آرماندو بگا گیل   | ۲۰۱۹       | پایه‌گذار گروه راک مکزیکی «بوتئیتا د جرز»، که خود را پس از محکوم شدن به سوء استفاده جنسی کشت. |
| آزاده نامداری     | ۲۰۲۱       | مجری و تهیه‌کننده تلویزیونی ایرانی. طبق گزارش خبرگزاری مهر، جسد وی ۲۴ پس از مرگ در آپارتمانش در سعادت آباد تهران پیدا شده و علت مرگ نیز خودکشی از راه مصرف بیش از حد داروهای ضدافسردگی عنوان شده‌است. |
| آنتونیو کاتریکالا | ۲۰۲۱       | وکیل و کارمند دولتی که به خود شلیک کرد. |

## ب

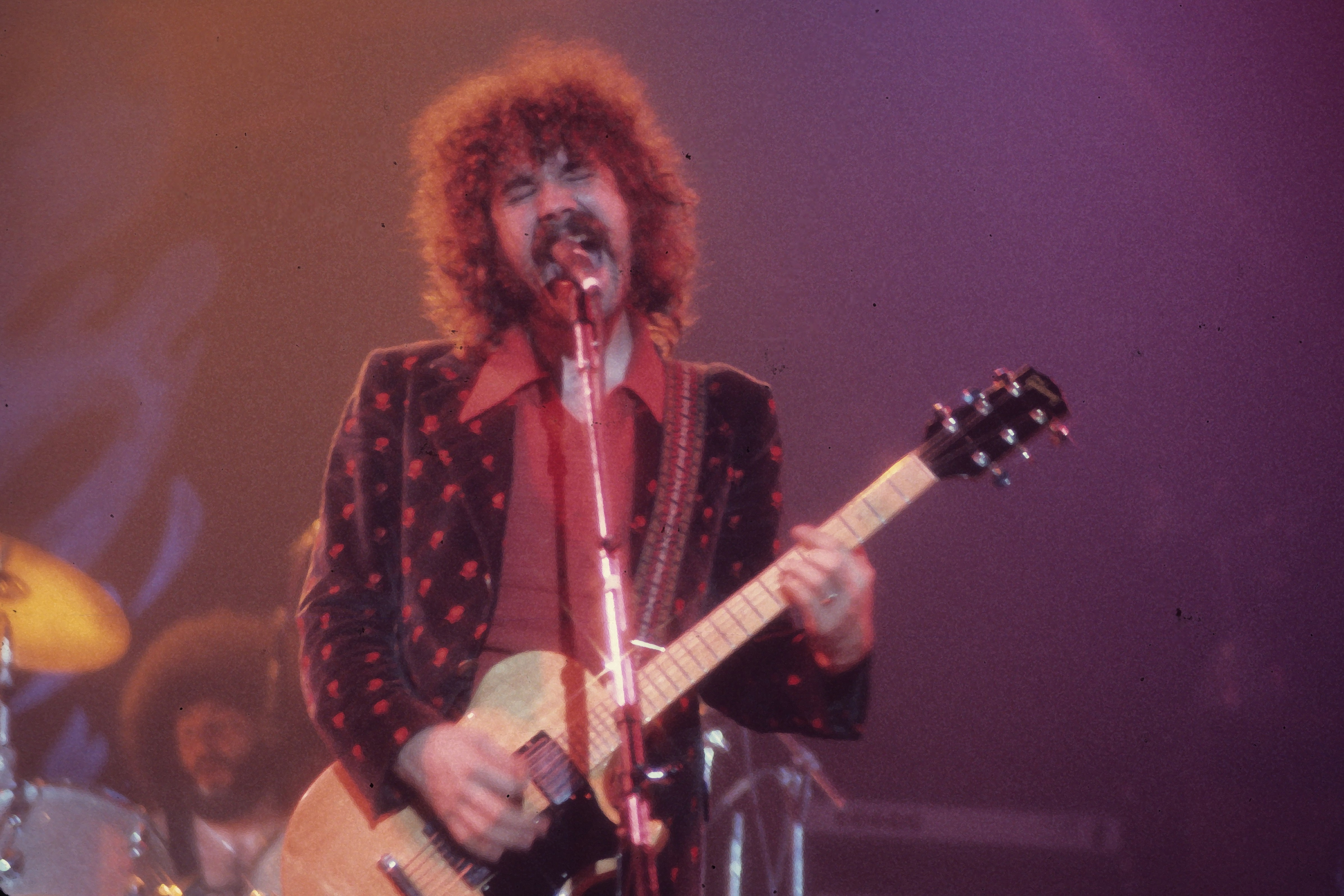
برد دلپ از گروه موسیقی بوستون خود را با گاز کربن مونوکسید مسموم کرد.

| نام             | سال خودکشی | سبب‌ها و توضیحات |
| --------------- | ---------- | --- |
| باب بیرچ        | ۲۰۱۲       | موسیقی‌دان آمریکایی که با شلیک اسلحه به زندگی خود پایان داد. وی از بی‌خوابی شدید و بیماری‌های روده ای رنج می‌برد. |
| برد دلپ         | ۲۰۰۷       | موسیقی‌دان آمریکایی از (گروه موسیقی بوستون) که با مونوکسید کربن خودکشی کرد. |
| بیل زلر         | ۲۰۱۱       | برنامه‌نویس رایانه‌ای آمریکایی، کدنویس برنامه مای‌تونز، که پس از حلق‌آویز کردن ناشیانه، دچار مشکل مغزی شد و با قطع دستگاه‌ها از بدنش، جان سپرد. خودکشی وی را به سبب تجاوز جنسی در جوانی و در نتیجه افسردگی می‌دانند.                                          |
| باب ولش         | ۲۰۱۲       | موسیقی‌دان و عضو پیشین فلیتوود مک، وی با سلاح به سینه خود شلیک کرد. او پیش از مرگ دچار یک آسیب نخاعی شده بود که به گفته پزشکان، درمانی نداشت و باعث شده بود که او رنج فراوانی متحمل شود. او که نمی‌خواست زحمت نگه‌داریش با همسرش باشد، سرانجام خودکشی کرد. |
| بایو ماهاراج    | ۲۰۱۸       | روحانی مشهور هندی که به خود شلیک کرد. |
| برایان ولاسکو   | ۲۰۱۹       | درام‌نواز فیلیپینی گروه رازوربک که خود را از بالکن خانه‌اش به زمین پرتاب کرد. |
| برندون هیکسون   | ۲۰۱۸       | سیاست‌مدار آمریکایی که به خود شلیک کرد. وی این کار را پیش از محکوم شدن به جرم «سوء استفاده جنسی» انجام داد. |
| بایرون برنْستاین | ۲۰۲۰       | بازیکن حرفه‌ای ورزش‌های الکترونیکی که بیش‌تر با نام "Reckful" و به سبب مهارتش در بازی دنیای وارکرفت و اینکه نخستین فردی بود که در توییچ.تی‌وی اقدام به نمایش زنده بازی کرده بود، شناخته می‌شد. وی بیش از ۲۰ سال بود که با افسردگی دست‌وپنجه نرم می‌کرد.        |

## پ
| نام            | سال خودکشی | سبب‌ها و توضیحات |
| -------------- | ---------- | --- |
| پکا اریک آوین  | ۲۰۰۷       | تیرانداز حادثه مدرسه جوکلا که به سر خود شلیک کرد. |
| پاول باتاچارجی | ۲۰۱۳       | بازیگر بریتانایی که به شدت نیز از افسردگی رنج می‌برد، پس از اعلام ورشکستگی رسمی، خود را از صخره پرت کرد و کشته شد.                                            |
| پاول هستر      | ۲۰۰۵       | شخصیت تلویزیونی و درام‌نواز استرالیایی که خود را در پارک شهر ملبورن دار زد. وی که از همسرش در حالی که دو بچه داشتند، جدا شده بود، سال‌ها از افسردگی رنج می‌برد. |

## ت
| نام          | سال خودکشی | سبب‌ها و توضیحات |
| ------------ | ---------- | --- |
| تیم کارتر    | ۲۰۰۸       | فوتبالیستی بود که خود را حلق‌آویز کرد. وی در از برخورد با معلولیت‌های پسرش در رنج بود. |
| تایلر کلمنتی | ۲۰۱۰       | دانشجوی همجنس‌گرای آمریکایی در دانشگاه راتجرز که پس از آنکه هم‌اتاقیش وی را در حالی که با شریکش سکس‌چت می‌کرد، دید، خود را از پل جورج واشینگتن به زمین انداخت. |
| تری نیوتن    | ۲۰۱۰       | بازیکن راگبی انگلیسی که خود را حلق‌آویز کرد. پس از مرگش متوجه شدند کوکائین، آمفتامین، استروئید و ناندرولون در بندش وجود داشته و همچنین داروهای ضد افسردگی الکلی که مصرف می‌کرده موجب اخلال در منطق و تصمیم‌گیریش شده بوده‌است. وی یادداشت‌های بی‌شماری از خود به جا گذاشت که در آن‌ها نوشته بود می‌خواهد بمیرد. |
| تام اسکوئیچ  | ۲۰۱۵       | سیاست‌مدار آمریکایی که با اسلحه خود را کشت. |
| تونی اسکات   | ۲۰۱۲       | کارگردان انگلیسی مشهور برای فیلم‌هایی چون تاپ گان که از فراز پل وینسنت توماس در لس آنجلس خود را پرت کرد. |
| ند ویزینی    | ۲۰۱۳       | نویسنده آمریکایی با آثاری چوناین داستان به گونه‌ای بامزه است که پس از دست و پنجه نرم کردن با افسردگی سرانجام از ساختمانی خود را به زمین پرت کرد. |
| تری تامسون   | ۲۰۱۱       | نگه‌بان باغ وحش که با اسلحه خودکشی کرد. |
| توبی وانگ    | ۲۰۱۰       | طراح زاده کانادا که به کار هنر مفهومی نیز مشغول بود، اوردوز کرد. |
| ترا ری       | ۲۰۱۶       | بازیگر پورن آمریکایی که با مصرف بیش از حد مواد مخدر خودکشی کرد. |
| تیم برگلینگ  | ۲۰۱۸       | که نام دیگرش آویچی بود، تولیدکننده آهنگ و دی‌جی سوئیسی که با زخم‌هایی که به عمد روی بدنش ایجاد کرده بود، به سبب از دست رفتن بیش از حد خون بدنش از دنیا رفت. |

## ج

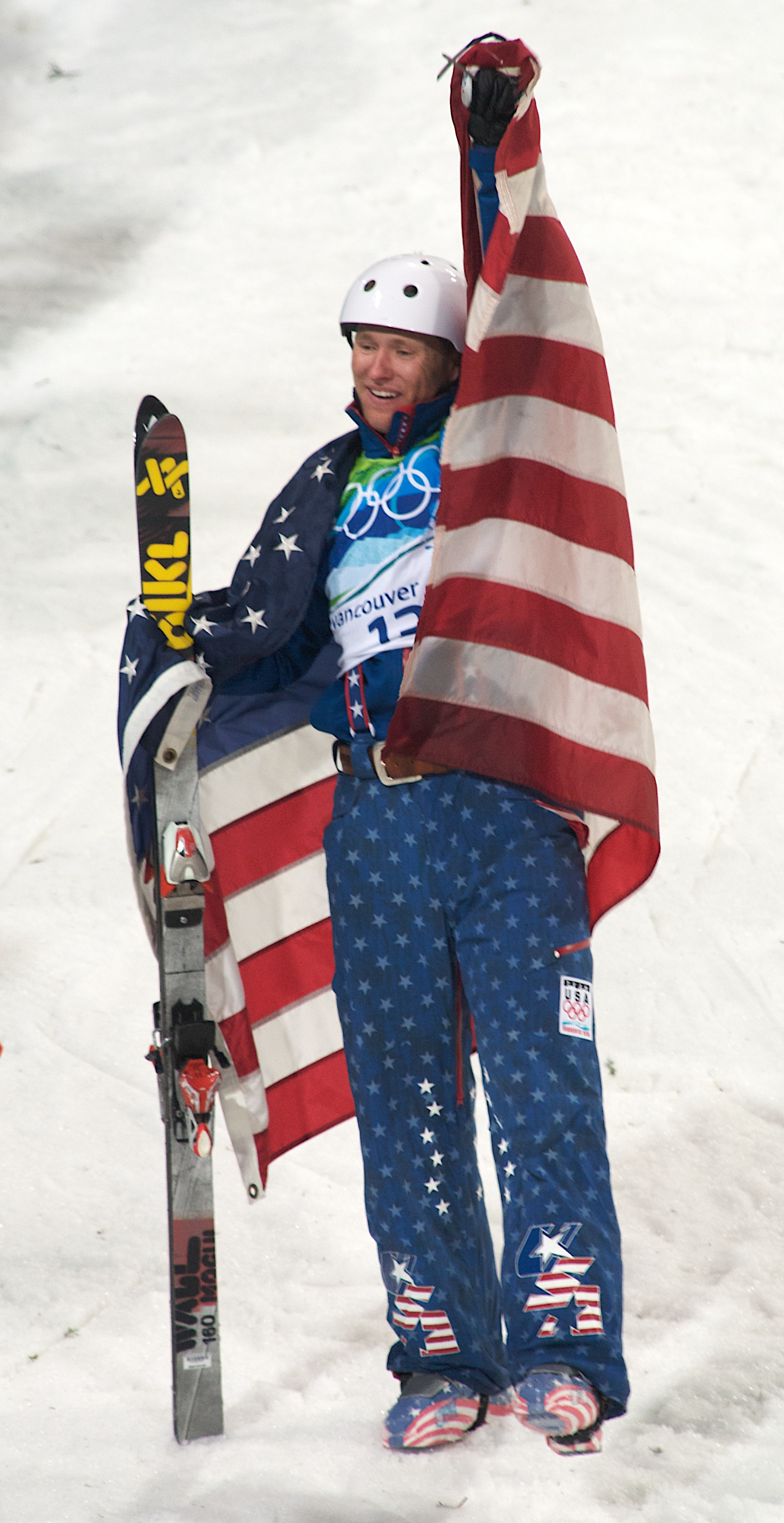
جرت پیترسون که مدال‌آور اسکی در المپیک بود، در سال ۲۰۱۱ خود را کشت.

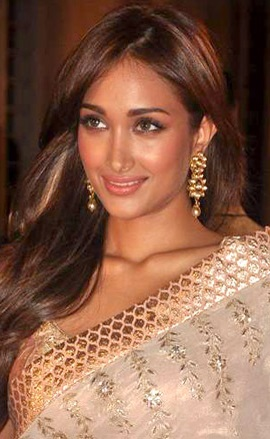
جیا خان بازیگر هندی که خود را به سال ۲۰۱۳ حلق‌آویز کرد.

| نام            | سال خودکشی | سبب‌ها و توضیحات |
| -------------- | ---------- | --- |
| جان آچیسون     | ۲۰۰۷       | مبارزه‌کننده با دولت فدرال آمریکا که به بچه‌بازی نیز محکوم بود، خود را حلق‌آویز کرد. |
| جوان بلچر      | ۲۰۱۲       | فوتبالیست آمریکایی که پس از شلیک به دوست دخترش، خود را نیز با اسلحه کشت. |
| جاناتان برندیس | ۲۰۰۳       | بازیگر آمریکایی که خود را حلق‌آویز کرد. او از شغلش راضی نبود؛ چراکه شهرتش در سال‌های پایانی عمرش به شدت کاهش یافته بود و همین باعث روی آوردن وی به نوشیدن بیش از حد الکل و در نتیجه گرفتار آمدن به افسردگی شده بود. |
| جوزف بروکس     | ۲۰۱۱       | فیلم‌نامه‌نویس، کارگردان، تولیدکننده و نویسنده آمریکایی. یک کیسه خودکشی متصل به کپسول گاز هلیوم به همراه یک یادداشت خودکشی در کنار جسدش یافت شد. پلیس متن یادداشت وی را منتشر نکرد. در تاریخ ۲۳ می ۲۰۱۱، مرگ وی رسماً به سبب خفگی با گاز هلیوم اعلام شد. وی همچنین به تجاوز جنسی متهم بود.                                                                                   |
| جورگن برومر    | ۲۰۱۴       | ژیمناست المپیکی آلمانی در المپیک ۱۹۸۸، که با پرش از روی پل به زندگی خود پایان داد. کمی پس از مرگ برومر جسد پسر ۱۵ ساله‌اش که به سبب یک تصادف، ۲ سال مداوم تحت مدارا بود نیز پیدا شد. مأمورین با اطمینان العام کردند که او توسط پدرش خفه شده بوده‌است. |
| جو دو          | ۲۰۰۶       | بازیگر پورن آمریکایی که خود را حلق‌آویز کرد. |
| جکی فیرودر     | ۲۰۱۴       | دونده استرالیایی. |
| جیمز دی فورد   | ۲۰۰۱       | کشیش مجلس نمایندگان آمریکا به مدت ۲۰ سال که با اسلحه به زندگی خود پایان داد. |
| جاسمین فیوره   | ۲۰۰۹       | یکی از شرکت‌کنندگان مسابقه تلویزیونی مگان یک میلیونر می‌خواهد در سال ۲۰۰۹ که، پس از آنکه متهم به کشتن همسرش شد، خود را حلق‌آویز کرد. |
| جی‌جی جانسون    | ۲۰۰۱       | بیباپ آمریکایی که با شلیک اسلحه خود را کشت. وی به سرطان پروستات مبتلا شده بود. |
| جیا خان        | ۲۰۱۳       | بازیگر هندی که خود را دار زد. |
| جان لی         | ۲۰۰۲       | درام‌نواز گروه موسیقی انگلیسی فیدر که خود را دار زد. |
| جرت پیترسون    | ۲۰۱۱       | اسکی‌باز آمریکایی و مدال‌آور المپیک که با اسلحه جان خود را گرفت. وی قبلاً شاهد خودکشی دوستش در مقابل چشمان خود در سال ۲۰۰۵ بود و همچنین به سبب یک شلیک ناموفق به خود، از نظر جسمی در رنج بود. پیترسون که از مصرف بیش از حد الکل و افسردگی رنج می‌برد، خود پذیرفته بود که افسردگی‌اش ناشی از تجاوز جنسی دوران کودکی و نیز تصادف و مرگ یکی از خواهرانش با یک راننده مست بوده‌است. |
| جان نادویدت    | ۲۰۰۶       | گیتارنواز سوئدی که خود را با اسلحه کشت. |
| جاستین پیرس    | ۲۰۰۰       | بازیگر و اسکیت‌باز آمریکایی انگلیسی که به سبب نقشش در فیلم بچه‌ها شهرت داشت، خود را حلق‌آویز کرد. |
| جونیور سائو    | ۲۰۱۲       | فوتبالیست آمریکایی که با شلیک به سینه‌اش خود را کشت. وی از یک عارضه مزمن مغزی رنج می‌برد که در دیگر بازیکنان فوتبال آمریکایی فوت شده نیز مواردی از آن یافت می‌شود. |
| جیمی رودمایر   | ۲۰۱۱       | دانش‌آموز دبیرستانی آمریکایی که به سبب مورد قلدری واقع شدن پیاپی، خود را حلق‌آویز کرد. |
| جیسون ریز      | ۲۰۰۴       | بازیگر، خواننده سفیر پیشین حسن نیت ایالات متحده در برنامه محیط زیست ملل متحد، که خود را حلق‌آویز کرد. |
| جف وایز        | ۲۰۰۵       | دانش‌آموز دبیرستانی آمریکایی عامل تیراندازی در رد لیک که پس از چندین سال قلدری، با اسلحه خودکشی کرد. |
| جک ویشنا       | ۲۰۱۲       | مدیر سی‌پی آمریکا اینترنشنال که با کربن مونوکسید، خود را مسموم کرد. |
| جان پال استور  | ۲۰۱۸       | بازیگر و موسیقی‌دان آمریکایی که به سبب بازی در نقش الگزاندر روزنکو در پیشتازان فضا شهرت یافته بود، با شلیک خود به زندگیش پایان داد. |
| جیل مسیک       | ۲۰۱۸       | کارگردان آمریکایی که خودکشی کرد اما روش آن افشا نشد. |
| جان گدرت       | ۲۰۲۱       | مربی ژینماستیک آمریکایی که پس از متهم شدن به قاچاق انسان، آزار جنسی، بهره‌کشی کاری از دیگران و کلاهبرداری، با شلیک به خود در استراحت‌گاه، خود را کشت. |
| جان مک‌آفی      | ۲۰۲۱       | بازرگان و برنامه‌نویس رایانه‌ای آمریکایی-انگلیسی که خود را حلق‌آویز کرد. |

## چ

چارمین دراگون روزنامه‌نگار که از افسردگی رنج می‌برد، خود را از صخره پرت کرد.

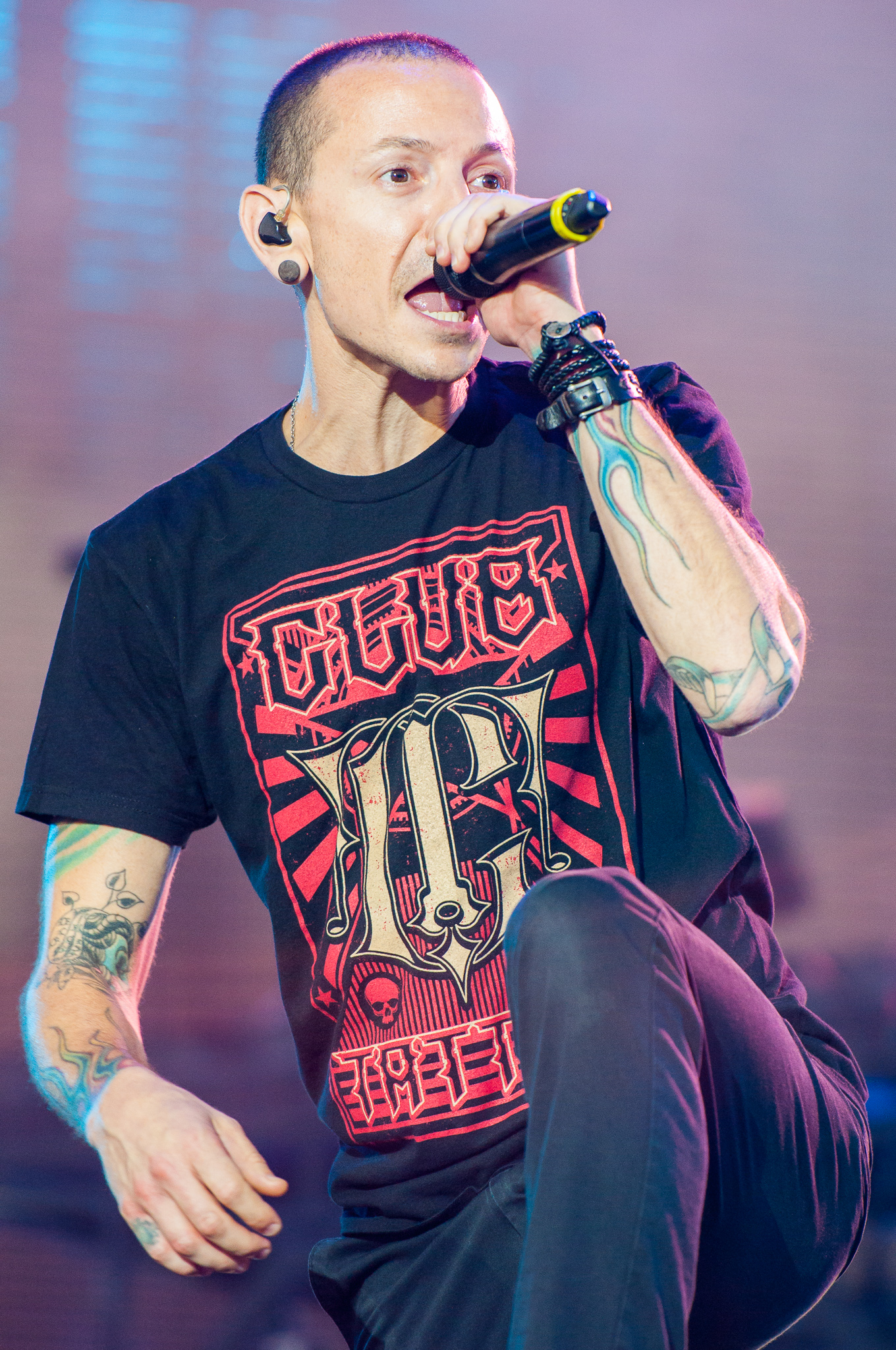
چستر بنینگتون خواننده گروه لینکین پارک به سال ۲۰۱۷ خود را حلق‌آویز کرد.

| نام           | سال خودکشی | سبب‌ها و توضیحات |
| ------------- | ---------- | --- |
| چارمین دراگون | ۲۰۰۷       | اخبارگوی استرالیایی که در سیدنی از صخره‌ای خود را پرت کرد. وی مدت‌های مدید با افسردگی دست‌وپنجه نرم می‌کرد.                                                                             |
| چارلز هادن    | ۲۰۱۰       | رهبر یک گروه موسیقی بریتانیایی که پس از آنکه در یکی از برنامه‌هایش روی یکی از طرفدارانش افتاد و او را زخمی کرد، خود را از یک برج ماهوارهٔ به زمین پرت کرد.                            |
| چستر بنینگتون | ۲۰۱۷       | خواننده و ترانه‌سرای آمریکایی از گروه لینکین پارک. او در کودکی مورد تجاوز جنسی قرار گرفته بود. وی خود را حلق‌آویز کرد و از مدت‌ها پیش با سوء مصرف مواد و افسردگی دست و پنجه نرم می‌کرد. |

## د

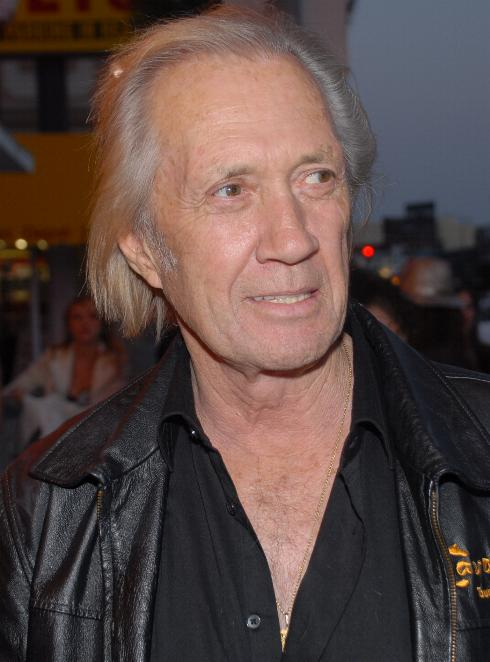
دیوید کارادین بازیگری که خود را در سال ۲۰۰۹ حلق‌آویز کرد.

| نام               | سال خودکشی | سبب‌ها و توضیحات |
| ----------------- | ---------- | --- |
| دیوید بیرونی      | ۲۰۰۵       | قاتل زنجیره‌ای و متجاوز جنسی استرالیایی که خود را حلق‌آویز کرد. |
| دان کورنلیوس      | ۲۰۱۲       | تولیدکننده و مجری برنامه‌های تلویزیونی در آمریکا. وی در شهر لس آنجلس با شلیک اسلحه خودکشی کرد. |
| دیو دوئرسون       | ۲۰۱۱       | فوتبالیست آمریکایی که با شلیک اسلحه خودکشی کرد. |
| دیوید فونسکا      | ۲۰۱۵       | شهردار پیشین بلیز سیتی که با شلیک به سرش مرد. |
| دائول کیم         | ۲۰۰۹       | وبلاگ‌نویس و مدل اهل کره جنوبی که خود را در آپارتمانش در پاریس حلق‌آویز کرد. |
| دبورا لاک         | ۲۰۰۰       | نویسنده، ستون‌نویس و روزنامه‌نگار آمریکایی که با مصرف بیش از حد دارو خودکشی کرد. وی به سرطان دچار شده بود و از افسردگی شدید رنج می‌برد. |
| دیوید کارادین     | ۲۰۰۹       | بازی‌گر آمریکایی که خود را حلق‌آویز کرد اما مرگش را به سبب اختناق شهوانی می‌دانند. پس از دو کالبدشکافی، مرگ وی به سبب خودکشی خودخواسته رد شد. |
| دیو لپرد          | ۲۰۰۶       | خواننده و گیتارنواز که پس از دست و پنجه نرم کردن با افسردگی خود را حلق‌آویز کرد. |
| دیل رابرتز        | ۲۰۱۰       | فوتبالیست انگلیسی که خود را به دار آویخت. |
| دیوید رایمر       | ۲۰۰۴       | مرد کانادایی که پس از یک عمل ناموفق ختنه در کودکی، به ناچار تن به جراحی تغییر جنسیت برای دختر شدن در سن ۱۳ سالگی داده بود، خود را با اسلحه کشت. |
| دیوید فاستر والاس | ۲۰۰۸       | نویسنده آمریکایی که خود را حلق‌آویز کرد. وی که به مدت ۲۰ سال از افسردگی رنج می‌برد، به پیشنهاد پزشک خود، دارو درمانی را کنار گذاشت و به جای آن به شوک‌درمانی با الکتریسیته پرداخت. وی یک خودکشی ناموفق با مصرف بیش از حد دارو داشت که پس از آن، در اقدامی دوباره، دست‌های خود را بست و خود را حلق‌آویز کرد. |
| دودو توپاز        | ۲۰۰۹       | شخصیت تلویزیونی اسرائیلی که در زندان خودکشی کرد. |
| دیک تریکل         | ۲۰۱۳       | راننده مسابقات سرعت آمریکایی در نسکار که با اسلحه خود را کشت. وی به مدت طولانی از دردهای مزمن رنج می‌برد. |
| دان‌مری وزلی       | ۲۰۰۰       | دانش‌آموز دبیرستانی کانادایی که به سبب مورد قلدری واقع شدن، خود را به دار آویخت. |
| دن جانسون         | ۲۰۱۷       | سیاست‌مدار و عضو انجمن نمایندگان کنتاکی. گفته می‌شود وی از اختلال استرسی پس از ضایعه روانی ناشی از حملات ۱۱ سپتامبر و نیز تعرضات جنسی در کودکی رنج می‌برده‌است. |
| دیوید باکل        | ۲۰۱۸       | حقوق‌دان دگرباشان و سودار محیط زیست اهل آمریکا که در پارک پراسپکت واقع در بروکلین اقدام به خودسوزی نمود. |
| دزموند اموفا      | ۲۰۱۹       | که با نام آتیکا نیز شناخته می‌شد. وی یک ستاره اینترنتی آمریکایی بود که پس از سال‌ها دست و پنجه نرم کردن با بیماری روانی، خود را غرق کرد. |
| دنی فرالی         | ۲۰۱۹       | بازیکن پیشین فوتبال استرالیایی و مجری. وی با ایجاد تصادف عمدی جان باخت. |

## ر

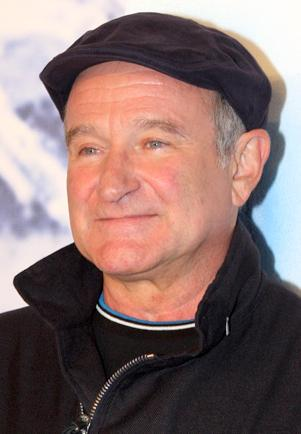
بازیگر و کمدین مشهور آمریکایی، رابین ویلیامز، خود را در سال ۲۰۱۴ حلق‌آویز کرد.

| نام             | سال خودکشی | سبب‌ها و توضیحات |
| --------------- | ---------- | --- |
| رونالد دسروئلس  | ۲۰۱۵       | ورزشکار بلژیکی که خود را حلق‌آویز کرد. |
| روبرت آنکه      | ۲۰۰۹       | فوتبالیست آلمانی که خود را روی ریل قطار در نوی‌اشتات آم روبنبرگه پرت کرد و کشته شد. وی ۶ سال بود که ازافسردگی رنج می‌برد و همچنین دخترش را در ۲۰۰۶ از دست داده بود.                                                            |
| رنه فاوالورو    | ۲۰۰۰       | جراح قلب آرژانتینی (خالق نوعی فن جراحی قلب در جراحی کنارگذر شریان کرونری) که با شلیک به قلبش خودکشی کرد. |
| ریچارد فارنزورث | ۲۰۰۰       | بازیگر آمریکایی که پس از ابتلا به تومور استخوان با شلیک اسلحه به خود باعث معلولیت و ناتوانی در راه رفتنش شد. |
| رایان هالیگان   | ۲۰۰۳       | دانش‌آموز دبیرستانی اهل ورمانت که به سبب مورد قلدری واقع شدن خود را حلق‌آویز کرد. |
| ریچارد جنی      | ۲۰۰۷       | بازیگر و کمدین ایستاده آمریکایی که با شلیک اسلحه به زندگیش پایان داد. وی دچار اسکیزوفرنی بود و از قرص‌های ضد افسردگی و خواب‌آور استفاده می‌کرد و یک هفته پیش از مرگش دائماً این جمله را تکرار می‌کرد که «چیزی نیست، ماشه رو بکش.» |
| رومن لیاشنکو    | ۲۰۰۳       | بازیکن هاکی روس که خود را با کمربند هاکی حلق‌آویز کرد. |
| رابرت شومر      | ۲۰۰۱       | ستاره‌شناس آمریکایی. |
| رابین ویلیامز   | ۲۰۱۴       | بازیگر و کمدین آمریکایی که خود را دار زد. وی از افسردگی شدید رنج می‌برد و علائم بیماری پارکینسون نیز در اواخر عمرش نمایان شده بود.                                                                                            |
| ریک گنست        | ۲۰۱۸       | هنرمند اجرایی، بازیگر و مدل. |

## ز
| نام           | سال خودکشی | سبب‌ها و توضیحات                                      |
| ------------- | ---------- | ---------------------------------------------------- |
| زهره فکورصبور | ۲۰۲۲       | بازیگر ایرانی که پس از مصرف تعدادی قرص جان باخته‌است. |

## س
| نام                | سال خودکشی | سبب‌ها و توضیحات |
| ------------------ | ---------- | --- |
| سیمون بتل          | ۲۰۱۴       | یکی از شرکت‌کنندگان برنامه "X Factor" و عوض گروه پاپ جی.آر. ال؛ که خود را حلق‌آویز کرد. مرگ وی به سبب افسردگی ناشی از مسائل مالی بود. |
| سئونگ هوی چو       | ۲۰۰۷       | دانشجوی آمریکایی عامل کشتار دانشگاه ویرجینیا تک که با شلیک اسلحه به زندگی خود پایان داد.                                            |
| سم گیلسپی          | ۲۰۰۳       | فیلسوفی که نوشته‌ها و ترجمه‌هایش راه را برای پذیرش آلن بدیو در دنیای انگلیسی‌زبان شد.                                                  |
| سین اوهایر         | ۲۰۱۴       | کشتی‌گیر دبلیودبلیوای و ام‌ام‌ای که خود را دار زد.                                                                                     |
| سایر سویتن         | ۲۰۱۵       | بازیگر آمریکایی که با شلیک اسلحه به زندگیش پایان داد.                                                                               |
| سام سارپونگ        | ۲۰۱۵       | مدل آمریکایی متولد انگلیس که با پرش از ارتفاع خودکشی کرد.                                                                           |
| سولی               | ۲۰۱۹       | خواننده، ترانه‌سرا، بازیگر و مدل اهل کره جنوبی که پس از مورد قلدری رایانه‌ای واقع شدن و دریافت نظرات زیان‌بار در اینترنت، خود را کشت.. |
| سوشانت سینگ راجپوت | ۲۰۲۰       | بازیگر با استعداد هندی که به تاریخ ۱۴ ژوئن سال ۲۰۲۰ خود را در خانه‌اش واقع در بندرای غربی کشت.                                       |

## ش
| نام          | سال خودکشی | سبب‌ها و توضیحات                                                                        |
| ------------ | ---------- | -------------------------------------------------------------------------------------- |
| شانتال آکرمن | ۲۰۱۵       | کارگردان بلژیکی.                                                                       |
| شارلوت داسون | ۲۰۱۴       | مجری تلویزیونی استرالیایی که به سبب مورد قلدری واقع شدن در اینترنت خود را حلق‌آویز کرد. |

## ع
| نام          | سال خودکشی | سبب‌ها و توضیحات |
| ------------ | ---------- | --- |
| علیرضا پهلوی | ۲۰۱۱       | شاهزاده ایران و کوچک‌ترین پسر محمدرضا پهلوی، شاه ایران با همسر سومش، فرح پهلوی. وی پس از تحمل یک دوره طولانی‌مدت افسردگی، به تاریخ چهارم ژانویه سال ۲۰۱۱ با شلیک اسلحه به زندگی خود پایان داد. |

## ف
| نام                    | سال خودکشی | سبب‌ها و توضیحات |
| ---------------------- | ---------- | --- |
| فین ام. دابلیو. کسپرسن | ۲۰۰۹       | سرمایه‌گذار و کنش‌گر انسان‌دوستی آمریکایی که پس از برخورد با مشکلات مالی و مبارزه طولانی مدت با سرطان، با اسلحه به زندگی خود پایان بخشید. |
| فردی ای                | ۲۰۱۳       | موسیقی‌دان هیپ‌هاپ آمریکایی و همچنین کمدین که به سبب تکیه‌کلام‌هایش معروف بود. وی به سرش شلیک کرد. |
| فخرا یونس              | ۲۰۱۲       | بازیگر پاکستانی که ۱۲ سال پس از دست دادن زیباییش در حادثه اسیدپاشی، خود را از ساختمانی در رم به پایین پرت کرد. وی در طول این سال‌ها تحت عمل‌های جراحی فراوانی قرار گرفت و در نهایت به گفته خودش به این نتیجه رسید که زندگی ارزش زنده بودن ندارد. |
| فوبی پرینس             | ۲۰۱۰       | دانش‌آموز دبیرستانی آمریکایی که به سبب مورد قلدری واقع شدن در دبیرستان و اینترنت خود را دار زد. |

## ک
| نام            | سال خودکشی | سبب‌ها و توضیحات |
| -------------- | ---------- | --- |
| کریس بنوا      | ۲۰۰۷       | کشتی‌گیر حرفه‌ای کانادایی که پس از قتل همسر و پسرش، خودکشی کرد.                                                                          |
| کاپیتال استیز  | ۲۰۱۲       | موسیقی‌دان هیپ‌هاپ آمریکایی که از روی سقف ساختمانی در منهتن خود را به زمین پرتاب کرد.                                                    |
| کریستوفر دارنر | ۲۰۱۳       | پلیس آمریکایی که با اسلحه به زندگیش پایان داد.                                                                                         |
| کیت امرسون     | ۲۰۱۶       | نوازنده صفحه‌کلید بریتانیایی که در خانه‌اش در سنتا مونیکا، کالیفرنیا، کالیفرنیا با شلیک گلوله به زندگی خود پایان داد.                    |
| کلاین جفز      | ۲۰۰۲       | برادرزاده وارن جفز که پس پذیرش آنکه توسط وارن جفز در کودکی مورد آزار جنسی قرار گرفته بود، با اسلحه به زندگی خود پایان داد.             |
| کریس کانیون    | ۲۰۱۰       | کشتی‌گیر حرفه‌ای آمریکایی که با مصرف بیش از حد قرص‌های ضد افسردگی خودکشی کرد.                                                             |
| کیم جی‌هو       | ۲۰۰۸       | مدل و بازیگر اهل کره جنوبی که خود را از طناب دار آویزان کرد.                                                                           |
| کارن لانکاوم   | ۲۰۰۵       | بازیگر پورن فرانسوی که با مصرف بیش از حد تمازپام خودکشی کرد.                                                                           |
| کنی مک‌کینلی    | ۲۰۱۰       | بازیکن فوتبال آمریکایی که خود را با اسلحه کشت.                                                                                         |
| کریس لایتی     | ۲۰۱۲       | آمریکایی فعال در صنعت موسیقی که پیش از آنکه جسدش کشف شود، با همسر پیشینش درگیر مشاجره بوده‌است.                                         |
| کریس کرنل      | ۲۰۱۷       | موسیقی‌دان، ترانه‌سرا و آهنگ‌ساز آمرکیایی از گروه ساوندگاردن. وی پس از یک اجرا خود را دار زد.                                             |
| کیم جونگ هیون  | ۲۰۱۷       | خواننده و ترانه‌سرای اهل کره جنوبی از از گروه شاینی. وی خود را با مسمومیت کربن مونوکسید کشت. وی همچنین از اختلال افسردگی رنج می‌برده‌است. |
| کارل سارگینت   | ۲۰۱۷       | سیاست‌مدار اهل ولز و عضو پیشین دولت ولز. وی پس از رانده شدن از سمتش در دولت به سبب اتهام‌های آزار جنسی خود را حلق‌آویز کرد.               |
| کیت اسپید      | ۲۰۱۸       | طراح مد آمریکایی که خود را حلق‌آویز کرد.                                                                                                |
|                |            | |
| کیت فلینت      | ۲۰۱۹       | صداپرداز و رقصنده انگلیسی که عضو گروه موسیقی پرادیجی بود. وی خود را حلق‌آویز کرد.                                                       |
| کلی کاتلین     | ۲۰۱۹       | دوچرخه‌سوار آمریکایی که خود را خفه کرد.                                                                                                 |
| کارولین فلک    | ۲۰۲۰       | مجری بریتانیای برنامه جزیره عشق که خود را حلق‌آویز کرد.                                                                                 |

## گ

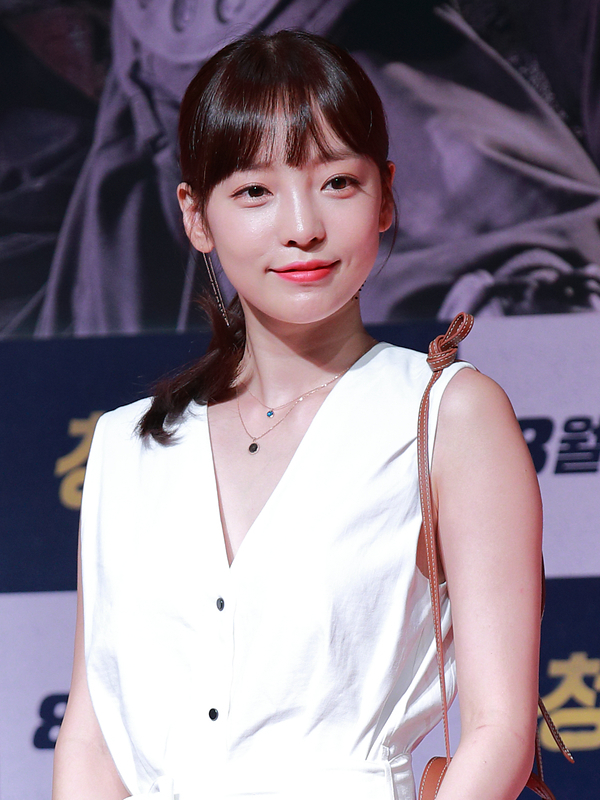
گو هارا که به سال ۲۰۱۹ جان خود را گرفت.

| نام       | سال خودکشی | سبب‌ها و توضیحات |
| --------- | ---------- | --- |
| گری اسپید | ۲۰۱۱       | فوتبالیست و مدیر ولزی که خود را دار زد. فشار کاری مدیریت باعث اختلال در زندگی زناشویی وی شده بود و وی شب پیش از خودکشی‌اش با همسرش مشاجرهٔ سختی داشت.                                                               |
| گو هارا   | ۲۰۱۹       | بازیگر و خواننده اهل کره جنوبی که عضو پیشین گروه پاپ کره‌ای کارا نیز بود. وی پس از آنکه مورد قلدری اینترنتی واقع شد و نظرات منفی و زیان‌بار در رابطه با روابطش با دوست پسر پیشینش دریافت کرد، اقدام به خودکشی نمود. |

## ل

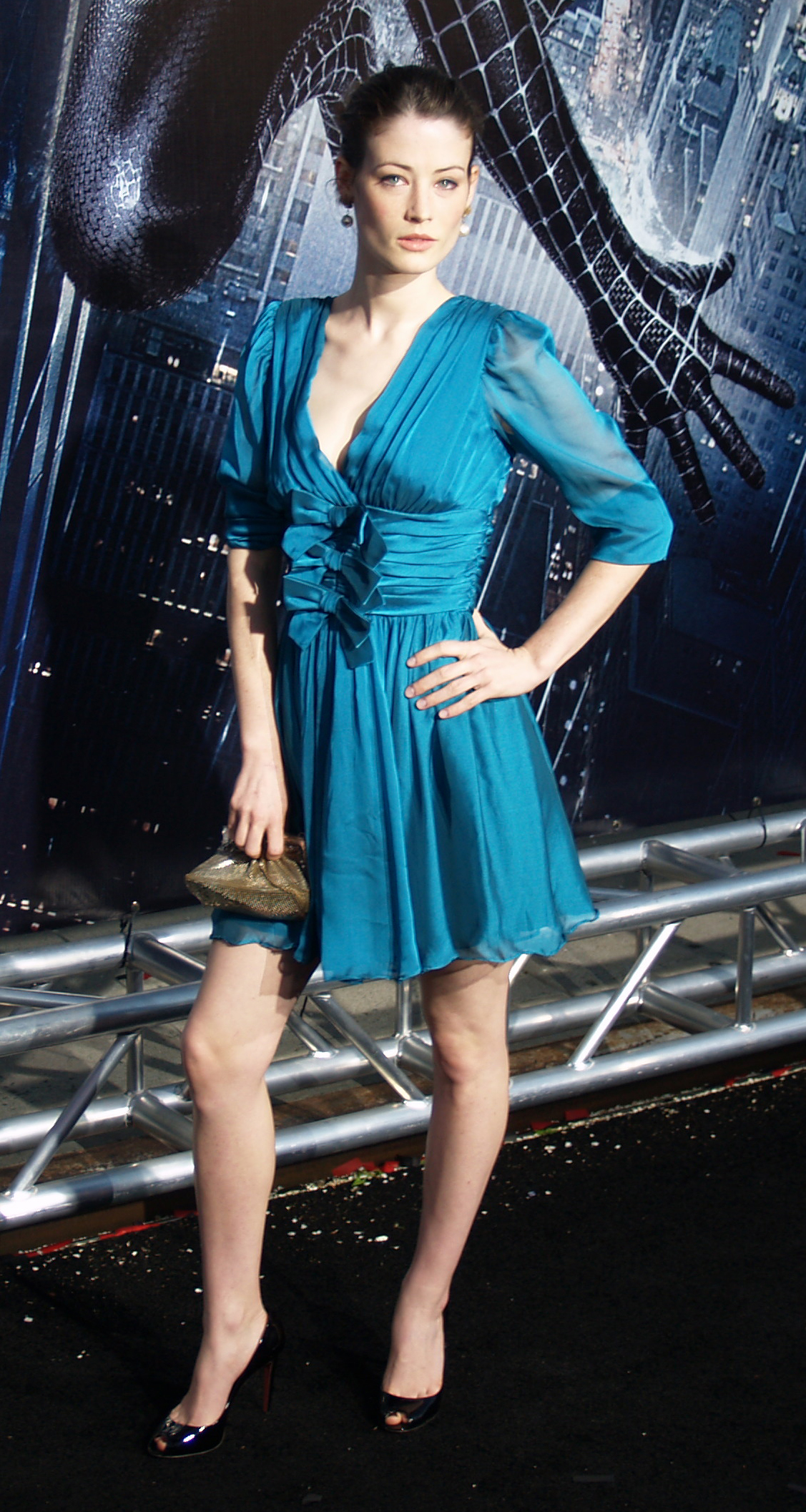
لوسی گرودون، بازیگر و مدل بریتانیایی که در ۲۰۰۹ خود را حلق‌آویز کرد.

| نام                  | سال خودکشی | سبب‌ها و توضیحات |
| -------------------- | ---------- | --- |
| لیلاه آکورن          | ۲۰۱۴       | نوجوان تراجنسی آمریکایی که خود را زیر کامیون انداخت. |
| لوسی گوردون          | ۲۰۰۹       | بازیگر و مدل بریتانیایی که در ۲۰۰۹ و پس از یک مشاجره با دوست‌پسرش، خودش را دار زد. دوست پسرش جرمی آلوراس نام داشت که در صنعت سینما فعال بود. |
| لانس کورپورال هری لو | ۲۰۱۱       | تفنگ‌دار نیروی دریایی آمریکا که به شوخی به خود شلیک کرد ولی سرانجام فوت کرد. |
| لی تامپسون یونگ      | ۲۰۱۳       | بازیگر آمریکایی مشهور که در فیلم‌هایی چون چراغ‌های شب جمعه و جت جکسون معروف و همچنین در سریال‌های تلویزیونی ایفای نقش کرده بود، خود را با اسلحه کشت. به وی تشخیص دوقطبی داده بودند که داروهای زیادی برای آن مصرف می‌کرد.                                                                    |
| لوورن اسکات          | ۲۰۱۴       | طراح مد آمریکایی که خود را در آپارتمانش در ایالت نیویورک به دار آویخت. |
| لیان رکتور           | ۲۰۰۷       | شاعر و آموزگار آمریکایی که خود را با اسلحه کشت. |
| لیلا پهلوی           | ۲۰۰۱       | شاهزاده ایران و کوچک‌ترین دختر محمدرضا پهلوی، شاه ایران با همسر سومش فرح پهلوی. جسد وی در اتاقش در هتل لئونارد شهر لندن پیش از ساعت ۱۹:۳۰ به وقت ساعت تابستانی بریتانیا توسط پزشکش پیدا شد. وی بیش از ۵ برابر میزان کشنده داروی سکوباربیتال که گونه‌ای از باربیتورات‌هااست، مصرف کرده بود. |
| لیل لودد             | ۲۰۲۱       | رپ‌کن آمریکایی که با شلیک به خود، جان باخت. |

## م
| نام             | سال خودکشی | سبب‌ها و توضیحات |
| --------------- | ---------- | --- |
| محمد عطا        | ۲۰۰۱       | عضو مصری القاعده و رهبر حملات ۱۱ سپتامبر که در برخورد هواپیما با برج تجارت جهانی کشته شد.                                                          |
| مایکل آلفونسو   | ۲۰۰۷       | وی که ملقب به مایکل باحاله نیز بود، یک کشتی‌گیر مشهور آمریکایی بود که خود را دار زد.                                                                |
| مروان الشهی     | ۲۰۰۱       | عضو اماراتی القاعده و یکی از مشارکت‌کنندگان حملات ۱۱ سپتامبر که در برخورد هواپیما به برج تجارت جهانی کشته شد.                                       |
| مارک بالِلو      | ۲۰۱۳       | یکی از بازیگران سریال واقعی استورج وارز که با مسمومیت با منوکسید کربن خودکشی کرد. وی چند روز پیش از خودکشی اش، به سبب حمل مواد مخدر دستگیرشده بود. |
| مالک بنجلول     | ۲۰۱۴       | مستندساز سوئدی که خود را جلوی قطار انداخت. وی به شدت از افسردگی رنج می‌برد.                                                                         |
| مونی فانان      | ۲۰۰۹       | مدیر تیم اسرائیلی ماکابی تلاویو بی‌سی طی سال‌های ۱۹۹۲ تا ۲۰۰۸ که خود را حلق‌آویز کرد. وی ۲۰ میلیون دلار سرمایه و یک بانک خصوصی داشت.                  |
| مارک گرین       | ۲۰۰۴       | ستاره هاکی آمریکایی پس از آنکه به دزدی از یک نمایشگاه اتومبیل متهم شد، خود را حلق‌آویز کرد.                                                         |
| مارسل جیکوب     | ۲۰۰۹       | موسیقی‌دان سوئدی که به سبب بیس‌نوازی‌اش در هارد راک در گروه تالیسمان و اینگوی مالمستین شهرت داشت.                                                     |
| مایک کلی        | ۲۰۱۲       | بازیگر آمریکایی که به افسردگی دچار بود. |
| مگان مییِر       | ۲۰۰۶       | دانش‌آموز دبیرستانی آمریکایی که به سبب قلدری سایبری خود را حلق‌آویز کرد.                                                                             |
| ماریو مونیچلی   | ۲۰۱۰       | کارگردان ایتالیایی که از پنجره بیمارستان خود را به بیرون پرت کرد. وی در بیمارستان به سبب سرطان پروستات بستری شده بود.                              |
| مارتین منلی     | ۲۰۱۳       | نویسنده ورزشی آمریکایی که خود را با اسلحه کشت. |
| مادالینا مادوله | ۲۰۱۰       | خواننده پاپ رومانیایی که خود را با آفت‌کش مسموم کرد.                                                                                                |
| مارک لینکوس     | ۲۰۱۰       | موسیقی‌دان آمریکایی که با شلیک به قلبش خودکشی کرد.                                                                                                  |
| میندی مک‌کریدی   | ۲۰۱۳       | خواننده آمریکایی موسیقی سبک کانتری که با اسلحه به زندگیش پایان داد.                                                                                |
| مارک اسپایت     | ۲۰۰۸       | مجری تلویزیونی انگلیسی که خود را حلق‌آویز کرد. وی به سبب مرگ نامزدش به شدت افسرده شده بود.                                                          |
| مایکل راپرت     | ۲۰۱۴       | کنش‌گر سیاسی آمریکایی که در کالیستوگا، کالیفرنیا با اسلحه خود را کشت.                                                                               |
| میشل منتنوتو    | ۲۰۱۷       | بازیگر آمریکایی در فیلم معجزه (فیلم ۲۰۰۴) که با شلیک به خود به زندگیش پایان داد.                                                                   |
| مارک سالینگ     | ۲۰۱۸       | بازیگر آمریکایی که در معرض اتهام پورنوگرافی کودکان و در نتیجه حبس ابد قرار داشت خود را حلق‌آویز کرد.                                                |
| مارگو کیدر      | ۲۰۱۸       | بازیگر آمریکایی کانادایی که به سبب بازی در نقش لوئیس لین در فیلم سینمایی سوپرمن مشهور بود. وی با مصرف بیش از حد مواد مخدر و الکل جان خود را گرفت.  |
| مایک تالاسیتیس  | ۲۰۱۹       | فوتبالیست و شخصیت تلویزیونی انگلیسی-قبرسی که خود را به دار آویخت.                                                                                  |

## ن
| نام              | سال خودکشی | سبب‌ها و توضیحات |
| ---------------- | ---------- | --- |
| نیکولا آن رافائل | ۲۰۰۱       | دانش‌آموز دبیرستانی که به سبب مورد قلدری واقع شدن، با مصرف بیش از حد دارو، خودکشی کرد. |
| نیوکولاس هاگز    | ۲۰۰۹       | زیست‌شناس شیلات و پسر شاعر مشهور سیلویا پلات که پس از نبردی طولانی با افسردگی، خود را دار زد.                                                                                             |
| نیکی باکاراک     | ۲۰۰۷       | دختر انجی دیکینسون که خود را با کیسه خودکشی و از راه خفگی با گاز نجیب کشت. |
| نیک سنتیون       | ۲۰۱۲       | بازیگر آمریکایی که اوردوز کرد. وی پس از آنکه به روش اوتانازی حیوانات سگش را از دست داد، سگی که از یکی از پناهگاه‌های حیوانات گرفته بود، خودکشی کرد. او فکر می‌کرد که به سگش خیانت کرده‌است. |

## و
| نام           | سال خودکشی | سبب‌ها و توضیحات                                                                                                |
| ------------- | ---------- | --- |
| ورن ترویر     | ۲۰۱۸       | بازیگر و کمدین آمریکایی که پس از بازی در نقش «می‌نی‌می» به شهرت رسید. وی با مصرف بیش از حد الکل جان خود را گرفت. |
| وین کنت تیلور | ۲۰۲۱       | بازرگان آمریکایی که به منظور رهایی از درد مزمن ناشی از علائم کووید ۱۹ همچون وزوز گوش، خود را کشت.              |

## ه

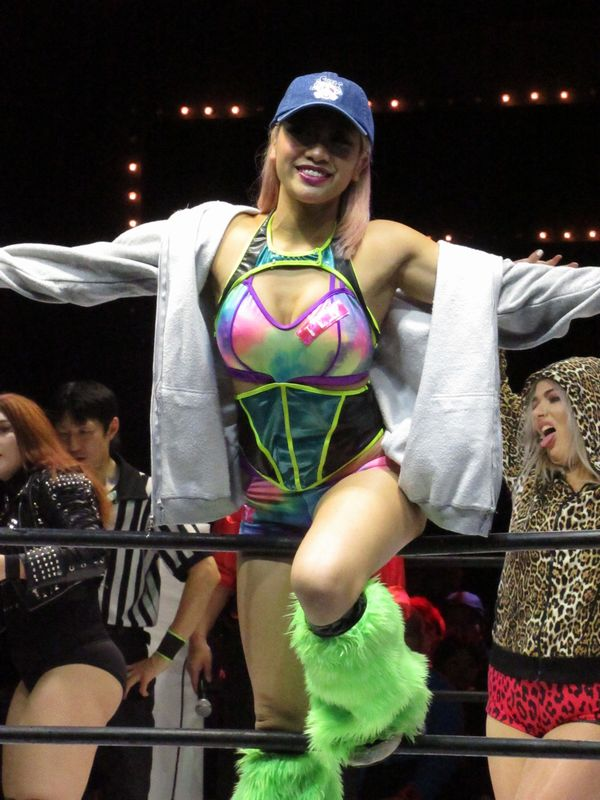
هانا کیمورا کشتی‌گیر ژاپنی، به سال ۲۰۲۰ اقدام به خودکشی کرد.

| نام               | سال خودکشی | سبب‌ها و توضیحات |
| ----------------- | ---------- | --- |
| هرمان برود        | ۲۰۰۱       | موسیقی‌دان، بازیگر، نویسنده آلمانی که از فراز ساختمان هتل هیلتون آمستردام خود را به زمین پرتاب کرد. وی که در ترک مواد ناکام و در نتیجه افسرده شده بود، با بیماری‌های مزمنی نیز دست و پنجه نرم می‌کرد. |
| هومارو کانتو      | ۲۰۱۵       | آشپز آمریکایی که خود را حلق‌آویز کرد. |
| هانتر اس. تامپسون | ۲۰۰۵       | روزنامه‌نگار و نویسنده که با سلاح به زندگی خود پایان داد. وی با بیماری‌های مزمن و رنج‌آور فراوانی دست و پنجه نرم می‌کرد.                                                                               |
| هانا کیمورا       | ۲۰۲۰       | کشتی‌گیر و مجری برنامه‌های تلویزیونی مبتنی بر واقعیات که به روش مسمومیت با سولفید هیدروژن و بر اثر مورد قلدری رایانه‌ای واقع شدن، خودکشی کرد.                                                         |

## ی
| نام           | سال خودکشی | سبب‌ها و توضیحات                     |
| ------------- | ---------- | ----------------------------------- |
| یوکو تاکه‌اوچی | ۲۰۲۰       | بازیگر ژاپنی که خود را حلق‌آویز کرد. |